# جونگ هونگ-وون
جونگ هونگ-وون (정홍원؛ زادهٔ ۹ اکتبر ۱۹۴۴) یک سیاست‌مدار و نخست وزیر فعلی کشور کره جنوبی است.